# Весли (Ајова)
Весли (енгл. Wesley) град је у америчкој савезној држави Ајова. По попису становништва из 2010. у њему је живело 390 становника.

## Демографија
Према попису становништва из 2010. у граду је живело 390 становника, што је -77 (-16.5%) становника више него 2000. године.
| Група             | 2000.       | 2010.       |
| Белци             | 463 (99,1%) | 379 (97,2%) |
| Афроамериканци    | 0 (0,0%)    | 0 (0,0%)    |
| Азијати           | 0 (0,0%)    | 1 (0,3%)    |
| Хиспаноамериканци | 4 (0,9%)    | 9 (2,3%)    |
| Укупно            | 467         | 390         |